# 叶足亚门
叶足亚门是一类变形虫，一个例子是Arcellinida